# Kasteel van Montségur

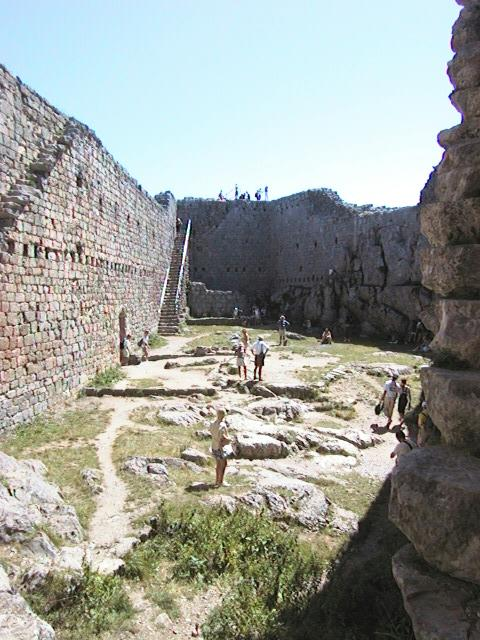
Kasteel van Montségur

Het Kasteel van Montségur (Frans: Château de Montségur) is een kasteel op een berg in de gelijknamige gemeente in een noordelijke uitloper van de Pyreneeën, op zo'n 20 km van de Franse stad Foix.

## Burcht van de katharen
Het Kasteel van Montségur is bekend als de burcht van de katharen, boven op de berg. In 1204, toen paus Innocentius III zijn strijd tegen de katharen begonnen was (wat in 1209 tot een kruistocht leidde) werd de ruïne van een oude vesting op deze bergtop door de katharen herbouwd. Dit bolwerk werd in 1232 door de Kathaarse bisschop van Toulouse uitgeroepen tot het zenuwcentrum van het katharisme.
In 1243 was het Kasteel van Montségur de belangrijkste vesting van de katharen. Tijdens de derde Albigenzische Kruistocht belegerde het kruisvaardersleger de burcht, aanvankelijk zonder succes. Katapulten konden niet gebruikt worden wegens de grote hoogte waarop de vesting stond. Dit veranderde toen een groepje soldaten er op een nacht in slaagde een nabijgelegen toren in te nemen, zodat de kruisvaarders vanaf ongeveer dezelfde hoogte de burcht konden bestoken. Op 16 maart 1244 gaven de katharen en hun verdedigers (niet iedereen in de burcht was van het kathaarse geloof) zich over. Bij hun overgave kregen de katharen en de verdedigers de keuze tussen zich te bekeren tot het de aanvaarde officiële versie van het christendom of de brandstapel. Tussen de 200 en 225 katharen die zich in Montségur bevonden kozen vrijwillig voor de brandstapel. Ter nagedachtenis van hen werd een monument opgericht aan de voet van de berg.
De burcht van de katharen werd met de grond gelijk gemaakt. In de drie eeuwen daarna is de tegenwoordige burcht door Franse troepen als garnizoen gebouwd en uitgebreid.

## Trivia
- De gebeurtenissen die zich tijdens de middeleeuwen in de burcht hebben afgespeeld, vormen het centrale thema in de roman Op weg naar Montségur van de Vlaamse schrijver Valère Depauw; en ook in de Franse roman Les brûlés van Zoé Oldenbourg. Verder speelt het een hoofdrol in het 5e boek van de The Mongoliad Cycle, getiteld Siege perilous van E.D. de Birmingham, pseudoniem van Nicole Galland.
- De strijd van de Katharen tegen de Inquisitie en hun toevlucht tot Montségur is ook onderwerp van deel 7 (De duivel en de Karthaar) en 8 (De weg van Montségur) van de strip Vasco van de Fransman Gilles Chaillet.
- De Britse metalgroep Iron Maiden heeft een nummer opgenomen dat geïnspireerd is op de gebeurtenissen van en rond de burcht. Het is terug te vinden op hun 13de studioalbum Dance of Death en heet, simpelweg, Montségur.

## Galerij

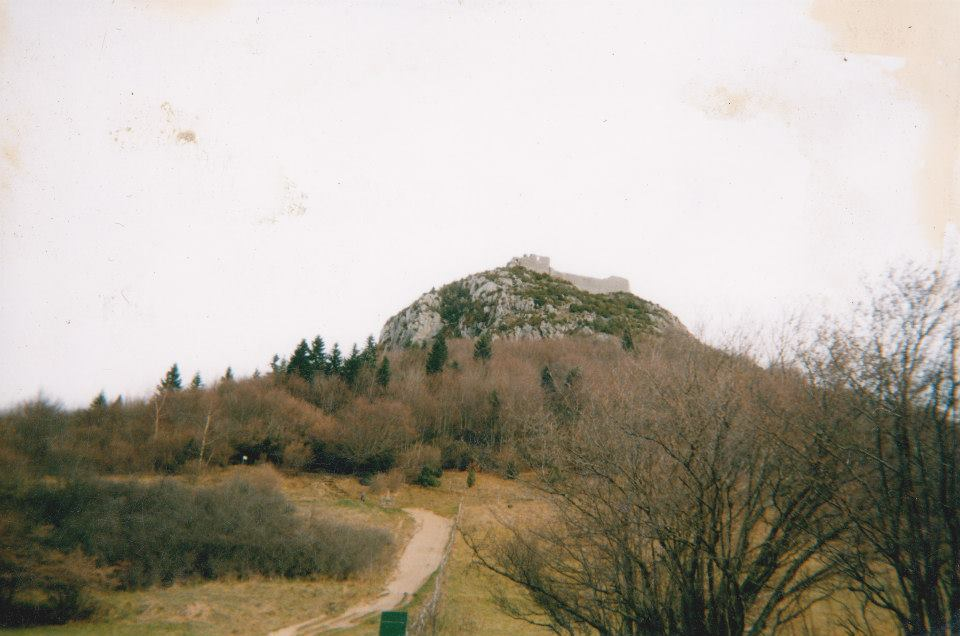
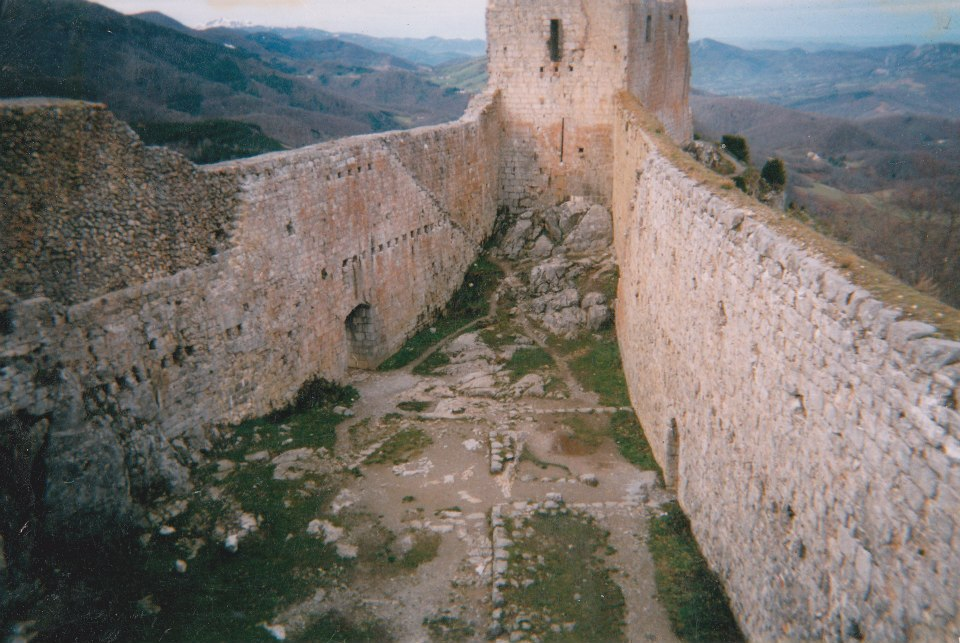
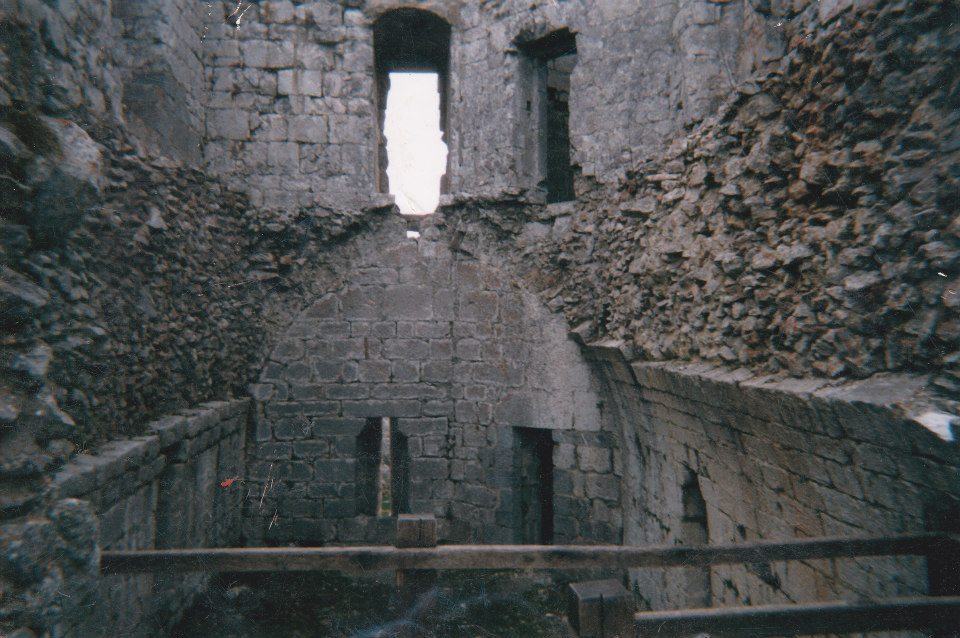
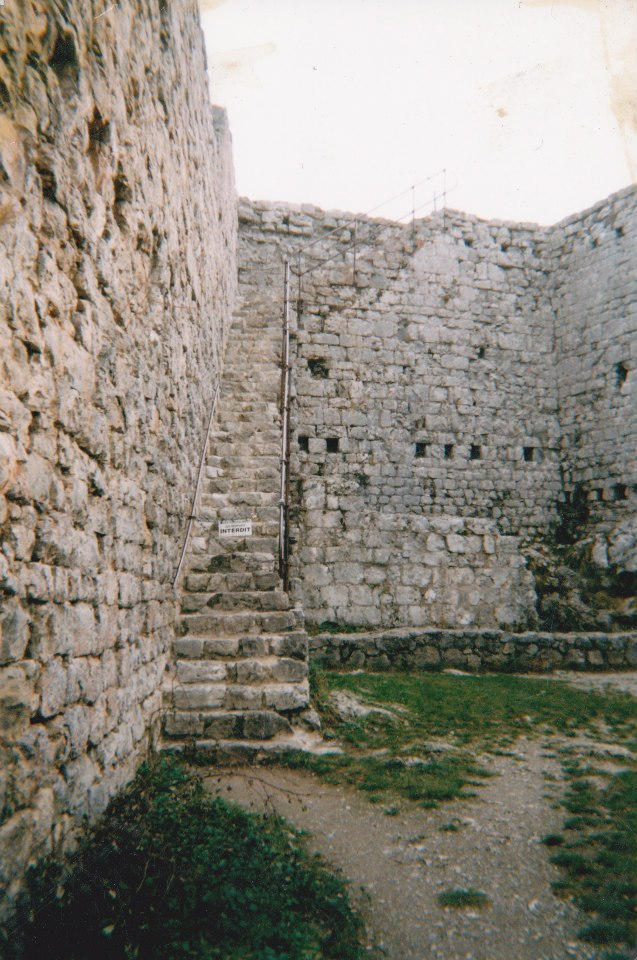
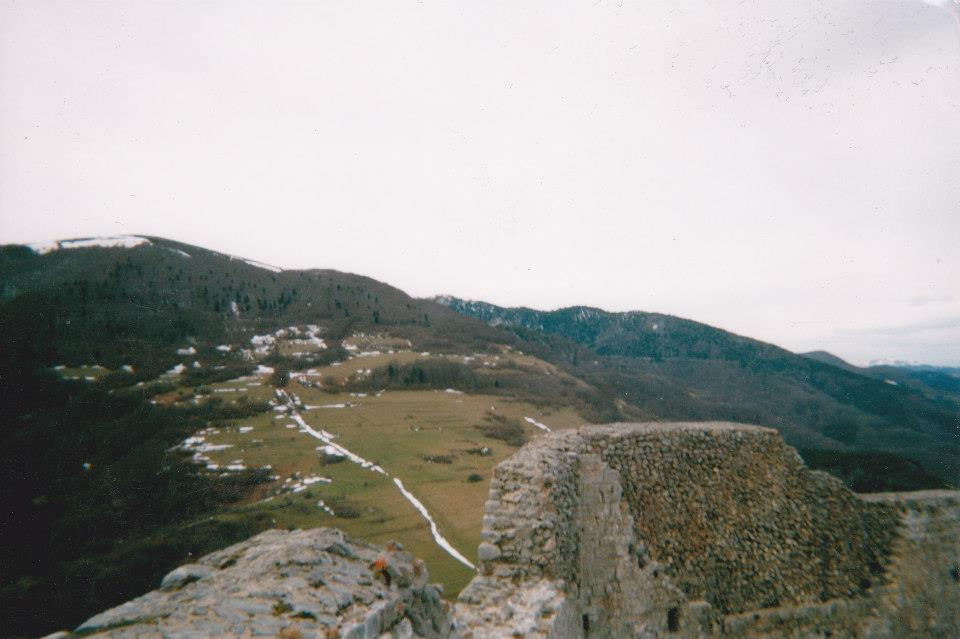
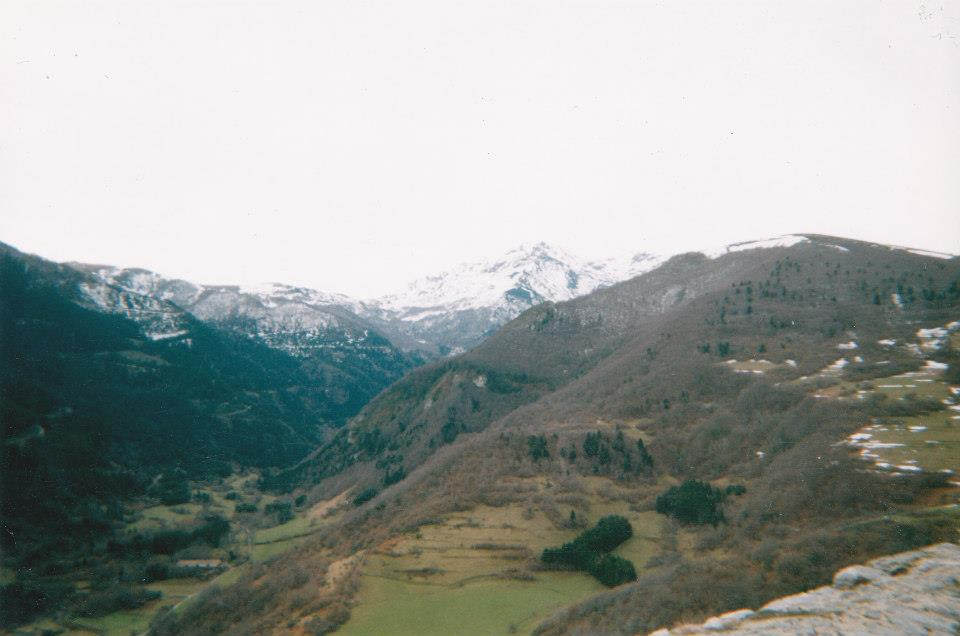
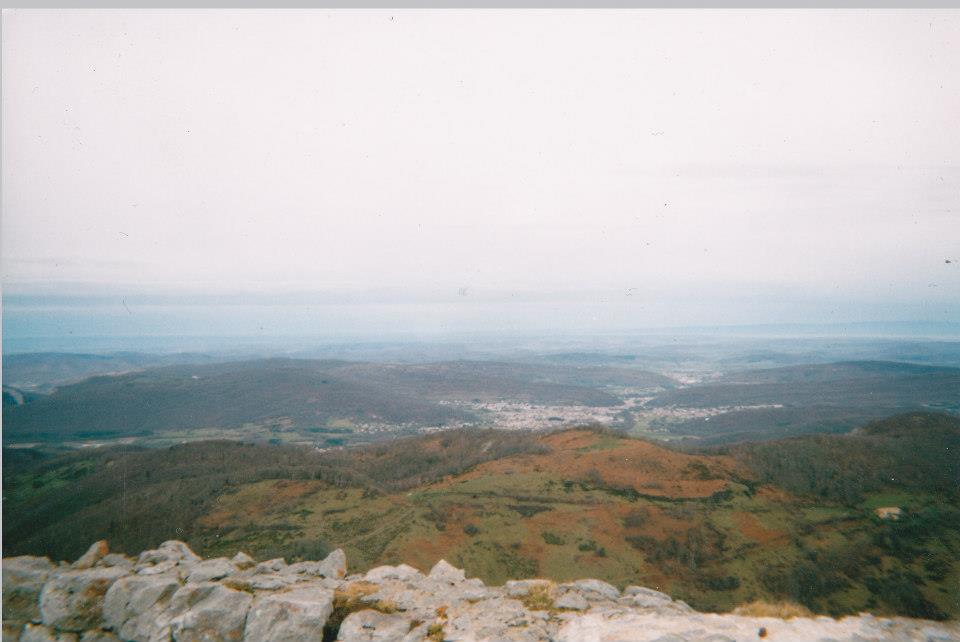
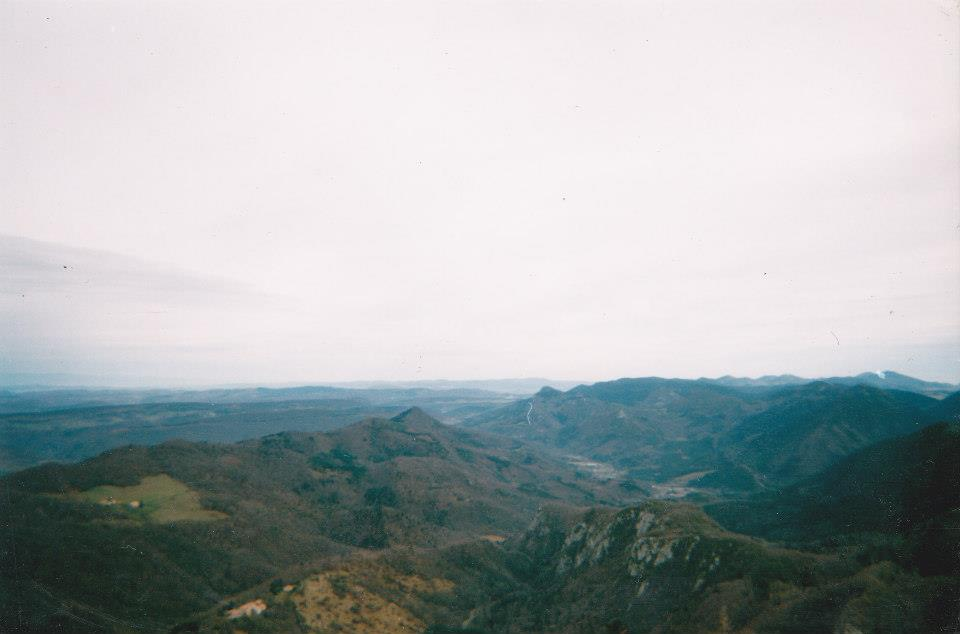